# Capítols matrimonials
Els capítols matrimonials són un negoci jurídic accessori del matrimoni, l'eficàcia dels quals depèn de la celebració matrimoni. Són una de les institucions més característiques del dret civil català per bé que també compten amb tradició en altres llocs d'Espanya i d'Europa.

## Funció
La funció tradicional dels capítols matrimonials és evitar la divisió patrimonial i preservar la integritat de la casa pairal, mitjançant el pacte del règim econòmic familiar dels cònjuges. Així mateix també pot servir per regular la successió en cas de viudetat, instituint un hereu o creant una comunitat familiar i establir beneficis viduals al cònjuge sobrevivent.

## Procediment
A Catalunya es poden capitular abans o després del matrimoni, sent necessari pactar-los en escriptura pública autoritzada per un notari. Per la seva pròpia naturalesa, presenten molta variablitat, en funció de les necessitats de la casa i el matrimoni constituent. En tots els casos és fonamental l'existència de l'heretament, per tal d'assegurar la perpetuïtat de la casa. Ensems, s'hi inclouen tots els pactes que hom consideri convenients, ja siguin reserves pels fills no hereus, reserves del dret a vendre per part dels pares donants, establiment del dot de la futura esposa, pacte d'usdefruit indefinit del consort que sobrevisqui sobre el patrimoni del premort (casament a casa), i d'altres.

## Irrevocabilitat
Per la importància que constituïen en el règim econòmic familiar i la de llurs descendents conduïren a la rigorosa irrevocabilitat dels capítols matrimonials (A foragitar fraus (constitució)). En l'actual compilació del dret català es permet la possibilitat de modificar-los o deixar-los sense efecte. Així mateix, les donacions pactades en els capítols matrimonials esdevenen revocables per incompliment, a partir d'un any d'aquell incompliment.

## Difusió i història
Continuen vigents en les comarques agrícoles interiors com la Segarra, el Pallars, l'Alt Urgell, Osona, el Bages, el Berguedà, el Solsonès, la Garrotxa i la Terra Alta. En comarques d'antiga tradició capitular com el Penedès, el Priorat, Anoia, l'Urgell, les Garrigues i la Conca de Barberà pràcticament han desaparegut. A la costa des de Portbou a Sant Carles de la Ràpita, no se'n fan. La mecanització del camp i l'abandó de les cases pairals ha portat a la decadència dels capítols matrimonials a Catalunya.

## Vigència legal
Foren regulats en el codi de família del 1998 i esdeventn
 constituïts en cas de ruptura matrimonial, i ja no per raó de la celebració d'un matrimoni, tal com es considerava tradicionalment.